# Bílovice nad Svitavou
Bílovice nad Svitavou là một làng thuộc huyện Brno-venkov, vùng Jihomoravský, Cộng hòa Séc.